# Flying Fish
Flying Fish är en udde i Antarktis. Den ligger i Västantarktis. Inget land gör anspråk på området.
Terrängen inåt land är kuperad österut, men söderut är den platt. Havet är nära Flying Fish åt nordväst.  Trakten är obefolkad. Det finns inga samhällen i närheten.